# Margery Perham
Dame Margery Freda Perham, née le 6 septembre 1895 et morte le 19 février 1982, est une historienne et universitaire britannique, spécialiste des affaires africaines. Elle est connue pour ses prises de position en faveur de la décolonisation britannique dans les années 1950 et 1960.

## Biographie
Elle naît à Bury, Lancashire, et fait ses études à la St Anne's School, Abbots Bromley, puis elle obtient une bourse pour St Hugh's College à Oxford. Elle obtient son diplôme d'Oxford avec mention très bien en 1917 et la même année, elle devient assistante en histoire à l'université de Sheffield. En 1922, à la suite d'une maladie nerveuse, elle prend un congé d'un an qu'elle passe au Somaliland avec la famille de sa sœur Ethel, et commence à s'intéresser aux colonies africaines britanniques.
En 1924, elle devient tutrice puis fellow en histoire moderne et en philosophie, politique et économie au St Hugh's College. En 1929, elle bénéficie d'une bourse du Rhodes Trust, qui lui permet de réaliser plusieurs voyages d'études, notamment aux États-Unis, dans les Îles du Pacifique, en Australie et en Nouvelle-Zélande, et en Afrique subsaharienne. En 1932, elle obtient une bourse Rockefeller pour ses voyages et ses études en Afrique de l'Est et au Soudan.
Elle publie Native Administration in Nigeria (1937) et African Discovery (1942, avec Jack Simmons), et de 1935 à 1939 est chargée de recherche en administration coloniale à Oxford. En 1939, elle participe à la création du Nuffield College et y est nommée fellow, devenant la première femme à occuper cette position. Elle est également nommée lectrice dans l'administration coloniale, un poste qu'elle occupe jusqu'en 1948. Son enseignement à cette époque est presque entièrement consacré aux cours pour les fonctionnaires coloniaux, mais plus tard, elle a joué un rôle dans le développement des universités pour les nouveaux dirigeants et experts africains, et a aidé à l'initiation du Oxford Colonial Records Project. Ses livres, rapports et documents ont servi de base à l'Oxford Institute of Colonial Studies, dont elle est directrice de 1945 à 1948.
Elle publie une biographie de Frederick Lugard en deux volumes, en 1956 et 1960, et quatre volumes de ses journaux intimes (1959-1963).
En 1961, elle est conférencière Reith, première femme invitée, ses conférences étant publiées sous l'intitulé The Colonial Reckoning. L'historien Kenneth O. Morgan  estime que ces conférences ont façonné les vues du Parti travailliste sur la décolonisation.
Elle meurt en 1982, ses archives sont conservées à la Rhodes House Library, un colloque scientifique est organisé à cette occasion en juillet 1989.

## Controverses sur la guerre du Biafra
En 1968, elle est fortement critiquée lorsqu'elle soutient la cause du Biafra dans la guerre civile. Après une visite au Nigeria, elle s'est rétractée publiquement à la radio et à la télévision. Elle publie un article intitulé Reflections on the Nigerian civil war.

## Publications
- The Colonial Reckoning : The End of Imperial Rule in Africa in the Light of British Experience, Praeger, 1963, 203 p. (ISBN 0837190169).
- Colonial sequence, 1949 to 1969 : A chronological commentary upon British colonial policy in Africa, Methuen, 1970, 377 p. (ISBN 0416149308).
- The government of Ethiopia, Northwestern University Press, 1969.
- avec J. Simmons, African discovery : An anthology of exploration, Faber and Faber, 1942.
- Lugard : The Years of Adventures, Collins, 1956.
- Native Administration in Nigeria, OUP, 1937.
- African apprenticeship : An autobiographical journey in southern Africa, Africana Pub, 1974 (ISBN 0841901694).
- Major Dane's garden, Rex Collins, coll. « The Colonial novel library », 1970, 367 p. (ISBN 0901720100).

## Distinctions
- 1948 : Commandeur de l'ordre de l'Empire britannique
- 1961 : membre de la British Academy[9]
- 1962 : membre honorifique du St Hugh's College[2].
- 1963-1964 : première présidente de l'African Studies Association of the United Kingdom (en) (ASAUK) fondée en 1963.
- 1965 : Dame commandeur de l'ordre de Saint-Michel et Saint-Georges
- 1969 : membre d'honneur étrangère de l'Académie américaine des arts et des sciences[10].
- Elle est docteure honoris causa de plusieurs universités[9].